# ورلین فلیجر
ورلین فلیجر (متولد ۱۹۳۳) نویسنده، ویراستار و استاد بازنشسته در دپارتمان زبان انگلیسی در دانشگاه مریلند در کالج پارک است که در آن دوره‌هایی را در اسطوره‌شناسی تطبیقی، ادبیات قرون وسطی و آثار جی آر آر تالکین تدریس می‌کرد. او به عنوان یک محقق تالکین شناخته شده است، به ویژه برای کتاب هایش نور پراکنده شده و پرسشی از زمان . او چهار بار جایزه بورس تحصیلی اسطوره‌ای را برای کارش بر روی نوشته‌های تالکین در سرزمین میانی دریافت کرده است.

## زندگینامه
فلیجر دارای مدرک کارشناسی ارشد (۱۹۷۲) و دکترا (۱۹۷۷) از دانشگاه کاتولیک آمریکا است و از سال ۱۹۷۶ با دانشگاه مریلند مرتبط بوده است. در سال ۲۰۱۲ با بازنشستگی از تدریس در مریلند، فلیجر شروع به تدریس آنلاین مطالعات آرتورین در دانشگاه سیگنوم کرد .  
معروف‌ترین کتاب‌های او نور خرد شده: آرم‌ها و زبان در دنیای تالکین (۱۹۸۳؛ ویرایش اصلاح‌شده، ۲۰۰۲) است، که استدلال می‌کند که نور موضوع اصلی اسطوره‌های تالکین در سرزمین میانی است. یک سوال زمان: جاده ای به پری اثر جی. آر. آر. تالکین ، که در سال ۱۹۹۸ جایزه میتوپوئیک را برای مطالعات اینکلینگز دریافت کرد.  و موسیقی منقطع: ساخت اسطوره تالکین (۲۰۰۵).  برادفورد لی ادن، محقق تالکین، نور پراکنده را به عنوان «مهم‌ترین و تأثیرگذارترین کتاب در مورد زبان و موسیقی در آثار تالکین» توصیف می‌کند و در مورد چگونگی در هم تنیده شدن این دو به عنوان «موضوعات مرکزی» در سراسر کتاب سیلماریلیون  بحث می‌کند. 

## کتاب ها
- 1983 Splitered Light: Logos and Language in Tolkien's World (نسخه 2002)شابک ‎۹۷۸−۰۸۷۳۳۸۷۴۴۶ )
- 2001 A Question of Time: JRR Tolkien's Road to Faerie ، 2001،شابک ‎۰−۸۷۳۳۸−۶۹۹-X
- 2005 موسیقی قطع شده: ساخت اسطوره تالکین ،شابک ‎۰−۸۷۳۳۸−۸۲۴−۰
- 2012 Green Suns and Faerie: Essays on JRR Tolkienشابک ‎۹۷۸−۱−۶۰۶۳۵−۰۹۴−۲
- 2019 همیشه یک افسانه وجود خواهد داشت: مقالات بیشتر در مورد تالکین ،شابک ‎۹۷۸−۱−۶۰۶۳۵−۳۰۸−۰

ویراستاری شده
- ۲۰۰۰ تالکین افسانه: مقالاتی در مورد تاریخ سرزمین میانه (با کارل هاستتر ) شابک ‎۰−۳۱۳−۳۰۵۳۰−۷
- ۲۰۰۵ اسمیت از ووتن ماجر اثر جی. آر. آر. تالکین، نسخه انتقادی توسعه یافته، شابک ‎۰−۰۰−۷۲۰۲۴۷−۴
- ۲۰۰۸ داستان‌های پریان نوشته جی. آر. آر. تالکین (با داگلاس ا. اندرسون)،شابک ‎۰−۰۰−۷۲۴۴۶۶−۵
- ۲۰۱۵ داستان کولروو اثر جی آر آر تالکین، شابک ‎۹۷۸−۰۰۰۸۱۳۱۳۶۴
- ۲۰۱۶ نوای آترون و ایترون اثر جی آر آر تالکین، شابک ‎۹۷۸−۰۰۰۸۲۰۲۱۳۲